# Aleksandr Tarasow
Aleksandr Nikołajewicz Tarasow, Александр Николаевич Тарасов (ur. 8 marca 1958 w Moskwie) – radziecki, a następnie rosyjski socjolog, dziennikarz, pisarz i filozof postmarksistowski.

## Życiorys
W grudniu 1972 – styczniu 1973 razem z Wasilijem Minorskim założył nielegalną radykalnie lewicową grupę o nazwie Partia Nowych Komunistów; latem roku 1973 stał się jej nieformalnym liderem. W 1974 Partia Nowych Komunistów połączyła się z inną nielegalną organizacją radykalnej lewicy, Lewicową Szkołą, i przyjęła nazwę Neokomunistycznej Partii Związku Radzieckiego. Tarasow został jednym z jej przywódców. Był teoretykiem grupy, napisał jej dokument programowy Zasady neokomunizmu (1974).
W 1975 aresztowany przez KGB, przebywał przez rok w areszcie, a następnie w szpitalu psychiatrycznym, jednak do procesu członków NPZR nie doszło. W czasie przymusowego pobytu w szpitalu psychiatrycznym był brutalnie traktowany i de facto torturowany (poprzez bicie, zmuszanie do przyjmowania dużych dawek neuroleptyków, poddawanie terapii elektrowstrząsowej i wprowadzanie w stan śpiączki farmakologicznej). Po wyjściu na wolność Tarasow cierpiał na choroby wątroby, trzustki, zesztywniające zapalenie stawów kręgosłupa i nadciśnienie tętnicze. Po wyjściu na wolność nadal działał w NPZR do jej samorozwiązania w styczniu 1985. W 1988 był badany przez dwie państwowe komisje psychiatryczne, które uznały go za całkowicie zdrowego psychicznie.
Ukończył w Moskwie studia ekonomiczne. Wykonywał wiele różnych zawodów: był rysownikiem, laborantem, stróżem na Cmentarzu Wagańskowskim, maszynistą, ślusarzem, bibliotekarzem, dziennikarzem i komentatorem politycznym, operatorem w kotłowni, księgowym, nauczycielem akademickim, konsultantem rosyjskiego ministerstwa oświaty i nauki, wreszcie ekspertem Moskiewskiego Biura Praw Człowieka.
W 1988 założył Niezależne Archiwum, które dwa lata później zmieniło nazwę na Niezależne Archiwum – Niezależna Służba Socjologiczna. Od 1991 pracuje w Centrum Nowej Socjologii i Nauki Polityki Praktycznej „Feniks”, którego wicedyrektorem był w latach 2004–2009, zaś od lutego 2009 pełni funkcję jego dyrektora. Publikował w prasie zagranicznej i samizdacie od 1984. Od 1988 publikował także w niezależnej prasie (pod pseudonimami), zaś po 1990 pod prawdziwym nazwiskiem. Autor ponad 1100 różnych publikacji socjologicznych (głównie z zakresu problemów młodzieży, edukacji i konfliktów społecznych), politologicznych (ruchy masowe, radykalizm polityczny w Rosji i poza jej granicami), historycznych (historia ruchów rewolucyjnych i wojny partyzanckiej), kulturoznawczych (kultura masowa, międzynarodowe stosunki kulturalne) oraz ekonomicznych. Jest również krytykiem literackim i filmowym, od 1992 – pisarzem, zaś od 1997 tłumaczem języków angielskiego i hiszpańskiego.
4 listopada 1995 został napadnięty przez nieznanego sprawcę w pobliżu swojego domu; ukradziono mu wówczas jego paszport, pozostawiając przy nim pieniądze i butelkę drogiego alkoholu. W 2008 rosyjscy neonaziści umieścili go na publicznie ogłoszonej liście wrogów narodu rosyjskiego.
W 2002 r. został założycielem i redaktorem serii książek Godzina X: światowa współczesna myśl antyburżuazyjna (ros. Час „Ч” – Современная мировая антибуржуазная мысль), oraz serii Walka klas (niem. Klassenkampf; razem z Borisem Kagarlickim) w 2005, i Róża Rewolucji (ros. роЗА РЕВОлюций) w 2006.